# Мустафин, Ямиль Мустафьевич
Ямиль Мустафьевич Мустафин (20 мая 1927 года, дер. Усманово, Башкирская АССР — 29 октября 2021 года, Москва) — башкирский и советский прозаик, переводчик. Член Союза писателей СССР (с 1971) и высшего творческого совета Союза писателей России, президиума Литфонда Союза писателей. Заслуженный работник культуры Башкирской АССР. Почётный гражданин города Тайшета.

## Биография
Трудовую деятельность начал в 14 лет слесарем, токарем и помощником кузнеца в железнодорожных мастерских г. Тайшета. После окончания экстерном школы, отправился в Москву, где поступил в институт инженеров транспорта им. Сталина. Позже перевёлся на военно-морской факультет Ленинградский военный институт физической культуры и спорта, который окончил в 1950 году. До 1954 года служил на военно-морском флоте СССР в Порт-Артуре (КНР). Демобилизовался в 1954 году.
С 1957 по 1962 обучался в Литературном институте им. А. М. Горького. С 1961 года работал в журналах «Спортивная жизнь России», «Советская милиция», был ответственным секретарём журнала «Юный техник», с 1965 года — сотрудником издательства «Советская Россия». Затем — литературный консультант Союза писателей РСФСР, старший редактор издательства «Советский писатель», секретарь правления Союза писателей РСФСР. Сотрудничал с газетами «Литературная Россия», «Литературная газета», «Комсомольская правда», «Правда», «Советский спорт» и др.
Жил и работал в Москве.
Скончался 29 октября 2021 года.

## Творчество
Литературный дебют состоялся в 1950 году. Первая книга писателя под названием «Подвиг» увидела свет в 1969 году.
Ямиль Мустафин — автор более двух десятков книг, сотен очерков и статей, переведенных на многие европейские и азиатские языки и языки народов СССР. Талантливый переводчик, перевёл с башкирского на русский язык роман Вазиха Исхакова «Сабли обнаженные» и произведения Азата Абдуллина.

## Избранные произведения
- сборники рассказов
  - «Голубая лошадь»,
  - «Чувства добрые»,
  - «Сибирское чудо»,
- «Мост» (повесть),
- «Суровое детство» (повесть),
- «Дорога» (роман)
- «Живая запятая»
- «Шайтан» и др.

## Награды
- орден «Знак Почёта» (03.11.1987)
- Орден святого благоверного князя Даниила Московского
- Орден «Дружба» (КНР, 1953)
- Лауреат премии ЦК ВЛКСМ и Госкомиздата СССР за произведение «Живая запятая» (1972)
- Лауреат премии им. М. Н. Алексеева за книгу «Шайтан» (2000).
- Лауреат премии им. Ст. Злобина
- медали
- Заслуженный работник культуры Башкирской АССР (1991)
- Почётный гражданин города Тайшета